# Мисс Вселенная 1974
Мисс Вселенная 1974 (англ. Miss Universe 1974) — 23-й ежегодный конкурс красоты, проводился 21 июля 1974 года в Культурном центре Филиппин, Манила, Филиппины. За победу на нём соревновалось 65 претенденток. Победительницей стала представительница Испании, Ампаро Муньос.

## Результаты

### Места
| Финальные результаты | Участник |
| -------------------- | --- |
| Мисс Вселенная       | - Испания — Ампаро Муньос† |
| 1-я вице-мисс        | - Уэльс — Хелен Морган |
| 2-я вице-мисс        | - Финляндия — Йоханна Раунио |
| 3-я вице-мисс        | - Колумбия — Элла Эскандон |
| 4-я вице-мисс        | - Аруба — Моурин Виера |
| Топ 12               | - Австралия — Ясмин Нэги - Англия — Кэтлин Эндерс - Индия — Шайлини Долакиа - Панама — Хасмин Панай - Филиппины — Гвадалупе Санчес - Пуэрто-Рико — Соня Чардон - США — Карен Моррисон |

## Специальные награды
| Премия                     | Участница                        |
| -------------------------- | -------------------------------- |
| Мисс Конгениальность       | - Исландия — Анна Бьорнсдоттир   |
| Мисс Фотогеничность        | - Финляндия — Йоханна Раунио     |
| Лучший национальный костюм | - Республика Корея — Ким Джей-Кю |

## Судьи
| - Дэна Эндрюс - Пегги Флеминг - Эдилсон Кид Варела - Джоуз Греко - Киоши Хара - Ёрл Вилсон | - Стирлинг Мосс - Алиса Паши - Карлос Пенья Ромуло - Лесли Аггамс - Джерри Уэст - Глория Диас |

## Участницы
| - Англия — Кэтлин Эндерс - Аргентина — Леонор Сельмира - Аруба — Моурин Виера - Австралия — Ясмин Нэги - Австрия — Эвелин Энгледер - Багамские Острова — Агата Ватсон - Бельгия — Анна-Мария Сикорски - Бермуды — Джойс де Роза - Боливия — Тереса Кальяу - Бразилия — Сандра де Оливьера - Венесуэла — Нейла Моронта - Внешние малые острова США — Тельма Сантьяго - ФРГ — Урсула Фолс - Греция — Лена Клеопа - Гонконг — Джоджо Чюнг - Гуам — Элизабет Тенорио - Доминиканская Республика — Жаклин Кабрера - Израиль — Эдна Леви - Индия — Шайлини Долакиа - Индонезия — Ния Ардикосоема - Ирландия — Ивон Костелле - Исландия — Анна Бьорндоттир - Испания — Ампаро Муньос - Италия — Лоретта Перечетти - Канада — Дебра Тоун - Кипр — Андри Сангариду - Колумбия — Элла Пелешес - Коста-Рика — Ребека Монтан - Кюрасао — Катерина Де Йон - Либерия — Мария Джонсон - Ливан — Лоди Габаш - Люксембург — Гизель Аццери | - Малайзия — Лилия Чонг - Мальта — Джозет Пэйс - Мексика — Гвадалупе Вальдес - Нидерланды — Николин Броуэкс - Никарагуа — Фанни де Леон Тапиа - Новая Зеландия — Диана Финьярд - Панама — Хасмин Панай - Парагвай — Мария Медина - Португалия — Анна Мура - Пуэрто-Рико — Соня Чардон - Сальвадор — Анна Арауйо - Сенегал — Тиоро Тиам - Сингапур — Анджела Тео - Суринам — Бернадет Вернес - США — Карен Моррисон - Таиланд — Беньямас Понпасвийан - Тринидад и Тобаго — Стефани Ле Пак - Турция — Симитен Гакиргоз - Уругвай — Мирта Родригес - Уэльс — Хелен Морган - Филиппины — Гвадалупе Санчес - Финляндия — Йоханна Раунио - Франция — Луиза ле Кальвез - Чили — Ханнетт Гонсалес - Швейцария — Кристин Лаванчи - Швеция — Эва Роэмпке - Шотландия — Катерина Робертсон - Шри-Ланка — Мелани Виендра - Югославия — Надя Йовански - Республика Корея — Ким Джей-Кю - Ямайка — Леннокс Блэк - Япония — Эрико Цубой |